# りゅうこつ座カイ星
りゅうこつ座χ星は、りゅうこつ座の恒星で3等星。

## 特徴
青白色の準巨星とされるが、水素核融合を行っている主系列星とする見解もある。
この星について、スペクトル型B3pのケイ素が豊富でヘリウムに乏しい特異星、ケフェウス座β型変光星、『Scorpius-Centaurus association』に属す、などの説があるが、否定的な意見もある。